# Mont Rose
Mont Rose eller Mount Rose är ett berg i Antarktis. Det ligger i Östantarktis. Frankrike gör anspråk på området. Toppen på Mont Rose är 22 meter över havet.
Terrängen runt Mont Rose är platt åt sydost, men åt sydväst är den kuperad. Havet är nära Mont Rose norrut. Trakten är glest befolkad. Närmaste befolkade plats är Dumont d'Urville Station, 0,78 kilometer väster om Mont Rose.